# Мали Цалим
Мали Цалим (буг. Малки Цалим) је насељено место у општини Сандански у области Благоевград, Бугарска. Према попису из 2021. године блио је 7 становника.
Према бугарском географу и историчару, Василу Канчову, у Вакаф Цалиму је 1900. године живело 210 Словена хришћана, а у Тимар Цалиму 185 Словена хришћана. Црква Светог Димитрија и 10 сеоских старих кућа родопског типа су споменици културе.